# Nancy Onyango
Nancy Asiko Onyango, thường được gọi là Nancy Onyango, là kế toán viên, nữ doanh nhân và giám đốc điều hành công ty người Kenya. Bà là Giám đốc Văn phòng Kiểm toán và Kiểm tra Nội bộ tại Quỹ Tiền tệ Quốc tế. Bà được bổ nhiệm vào ngày 4 tháng 12 năm 2017, với cuộc hẹn sẽ có hiệu lực vào ngày 1 tháng 2 năm 2018. Trước khi được bổ nhiệm, bà là Giám đốc điều hành của Reliance Risk Advisory Solutions, một công ty tư vấn có trụ sở tại Nairobi.

## Bối cảnh và giáo dục
Bà sinh ra ở Kenya, theo học trường địa phương để học đại học. Năm 1984, bà được nhận vào Đại học Nairobi (UoN), tốt nghiệp năm 1987, với bằng Cử nhân Thương mại (BCom) về Kế toán và Tài chính. Bà tiếp tục với các nghiên cứu của mình tại UoN, tốt nghiệp năm 1989, với bằng Thạc sĩ Quản trị Kinh doanh (MBA). Sau đó vào năm 2013, bà ghi danh vào Đại học Quốc tế Hoa Kỳ Châu Phi, tốt nghiệp năm 2016, với bằng Tiến sĩ Quản trị Kinh doanh (DrBA). Là một phần của các nghiên cứu tiến sĩ của mình, bà đã tham gia các khóa học tại Trường Kinh doanh Columbia, ở thành phố New York.

## Nghề nghiệp
Trong khoảng thời gian gần một năm, từ tháng 7 năm 1995 đến tháng 12 năm 1998, bà làm quản lý tại PricewaterhouseCoopers, tại văn phòng ở Uxbridge, Luân Đôn, Vương quốc Anh. Sau đó, bà được thăng chức quản lý cấp cao tại cùng công ty, nơi bà làm việc thêm ba năm rưỡi cho đến tháng 8 năm 2002. Vào tháng 7 năm 2005, bà được bổ nhiệm làm Đối tác tại PwC, lãnh đạo đơn vị tư vấn tại PwC Đông Phi, có trụ sở tại Nairobi Kenya, chuyên về công nghệ, rủi ro quản trị và tuân thủ, phục vụ cho đến tháng 6 năm 2012. Vào tháng 7 năm 2012, bà được bổ nhiệm làm Trưởng bộ phận Dịch vụ Bảo hiểm rủi ro mới được thành lập tại PwC Đông Phi, phục vụ cho đến tháng 10 năm 2014.